# Conjunto difuso
Na matemática, conjuntos difusos, conjuntos nebulosos ou conjuntos fuzzy, são conjuntos aos quais os elementos têm graus de pertinência. Conjuntos difusos foram apresentados por Lotfi A. Zadeh e Dieter Klaua em 1965 como uma extensão da noção clássica de conjuntos. Ao mesmo tempo, Salii (1965) definiu mais um tipo de estrutura chamada relação-L, que ele estudou em um contexto de algébra abstrata. Relações difusas, que são usadas atualmente em diferentes áreas, como linguística (De Cock, et al., 2000), tomada de decisão (Kuzmin, 1982) e clustering (Bezdek, 1978), são casos especiais de relações-L quando L é um intervalo unitário [0,1].
Em teoria clássica dos conjuntos, a pertinência de elementos a um conjunto é avaliada em termos de acordo binário a uma condição bivalente — um elemento pertence ou não ao conjunto. No entanto, a teoria de conjuntos difusos permite a avaliação gradual da associação de elementos em um conjunto; isto é descrito como um auxílio a função de pertinência valorada no intervalo unitário real [0, 1]. Conjuntos difusos generalizam conjuntos clássicos, uma vez que a função indicadora dos conjuntos clássicos são casos especiais das funções de pertinência dos conjuntos difusos, somente se o último possui valores 0 ou 1. Na teoria dos conjuntos difusos, conjuntos bivalentes clássicos são frequentemente chamados de conjuntos crisp. A teoria dos conjuntos difusos pode ser usada em uma larga escala de domínios em que a informação é incompleta ou imprecisa, tal como bioinformática.
Tem sido sugerido por Thayer Watkins que a etnia de Zadeh é um exemplo de conjunto difuso pois "seu pai era Turco-Iraniano e sua mãe era Russa. Seu pai foi um jornalista em Baku, Azerbaijão e na União Soviética. Lotfi nasceu em Baku em 1921 e viveu lá até sua família se mudar para Tehran em 1931."

## Definição
Um conjunto difuso é um par {\displaystyle (U,m)} onde {\displaystyle U} é um conjunto e {\displaystyle m\colon U\rightarrow [0,1].}
{\displaystyle \forall x\in U,} o valor de {\displaystyle m(x)} é chamado de grau de pertinência de {\displaystyle x} em {\displaystyle (U,m).} Para um conjunto finito {\displaystyle U=\{x_{1},\dots ,x_{n}\},} o conjunto difuso {\displaystyle (U,m)} é frequentemente denotado por {\displaystyle \{m(x_{1})/x_{1},\dots ,m(x_{n})/x_{n}\}.}
Seja {\displaystyle x\in U.} Então, {\displaystyle x} é chamado de não incluso no conjunto difuso {\displaystyle (U,m)} se {\displaystyle m(x)=0}, {\displaystyle x} é chamado totalmente incluso se {\displaystyle m(x)=1}, e {\displaystyle x} é chamado membro difuso se {\displaystyle 0<m(x)<1}.
O conjunto {\displaystyle \{x\in U\mid m(x)>0\}} é chamado de suporte de {\displaystyle (U,m)} e o conjunto {\displaystyle \{x\in U\mid m(x)=1\}} é chamado seu núcleo. A função {\displaystyle m} é chamada de função de pertinência de um conjunto difuso {\displaystyle (U,m).}
Algumas vezes, as variantes mais gerais da noção de difusão são usadas, com as funções de pertinência tomando valores em uma (fixa ou variável) álgebra ou estrutura {\displaystyle L} de um dado tipo; normalmente se é exigido que tenha pelo menos um poset ou reticulado. Estes são normalmente chamados de conjuntos L-difusos, para distingui-los de valores sobre o intervalo unitário. As funções de pertinência usuais com valores em [0, 1] são então chamadas funções de pertinência [0, 1]-valoradas. Esses tipos de generalizações foram primeiramente consideradas em 1967 por Joseph Goguen, que foi um aluno de Zadeh.

## Lógica difusa
Como uma extensão do caso da lógica multivalorada, valorações ({\displaystyle \mu :{\mathit {V}}_{o}\to {\mathit {W}}}) de variáves proposicionais ({\displaystyle {\mathit {V}}_{o}}) em um conjunto de graus de pertinência ({\displaystyle {\mathit {W}}}) podem ser consideradas como funções de pertinência mapeando predicados em conjuntos difusos (ou mais formalmente, em um conjunto ordenado de pares difusos, chamado de uma relação difusa). Com essas valorações, a lógica multivalorada pode ser estendida para permitir premissas a partir das quais conclusões gradativas podem ser extraídas.
Esta extensão é às vezes chamada "lógica difusa no sentido estrito" ao contrário da "lógica de sentido amplo," que originou-se nos campos da engenharia de controle automatizado e engenharia de conhecimento, e que engloba muitos tópicos envolvendo conjuntos difusos e "raciocínio aproximado".
Aplicações industriais de conjuntos difusos no contexto de "lógica difusa em um sentido amplo" podem ser encontradas em lógica difusa.

## Números difusos
Um número difuso é um conjunto difuso convexo e normalizado {\displaystyle {\tilde {\mathit {A}}}\subseteq \mathbb {R} } em que a função de pertinência é pelo menos segmentalmente contínua e tenha o valor funcional {\displaystyle \mu _{A}(x)=1} em precisamente um elemento.
Isso pode ser comparado ao jogo chamado "adivinhe seu peso", onde alguém tenta adivinhar o peso do seu oponente com palpites cada vez mais corretos, e o jogador "ganha" se ele ou ela se aproxima o suficiente ao peso do oponente com o peso real completamente correto (mapeando cada um pela função de pertinência).

## Intervalo difuso
Um intervalo difuso é um conjunto incerto {\displaystyle {\tilde {\mathit {A}}}\subseteq \mathbb {R} } com um intervalo médio cujos elementos possuem o valor da função de pertinência {\displaystyle \mu _{A}(x)=1}. Como em números difusos, a função de pertinência deve ser convexa, normalizada, ao menos segmentalmente contínua.

## Equação da relação difusa
A equação de relação difusa é uma equação da forma A · R = B, onde A e B são conjuntos difusos, R é uma relação difusa, e A . R representa a composição de A com R.

## Definição axiomática de credibilidade
Seja A um conjunto não-vazio e P(A) o conjunto das partes de A. A função de conjunto {\displaystyle Cr} é conhecida como a medida de credibilidade se ela satisfaz as seguintes condições:
- Axioma 1: {\displaystyle Cr\lbrace A\rbrace =1}
- Axioma 2: Se B é um subconjunto de C, então, {\displaystyle Cr\lbrace B\rbrace \leq Cr\lbrace C\rbrace }
- Axioma 3: {\displaystyle Cr\lbrace B\rbrace +Cr\lbrace B^{c}\rbrace =1}
- Axioma 4: {\displaystyle Cr\lbrace \cup A_{i}\rbrace =\sup _{i}(Cr(A_{i}))}, para todo evento {\displaystyle A_{i}}  com {\displaystyle \sup _{i}Cr\lbrace A_{i}\rbrace <0.5}

Cr{B} indica o quão frequentemente o evento B ocorre.

## Teorema de inversão da credibilidade
Seja A uma varíável difusa com a função de pertinência u. Então para todo conjunto B de números reais, temos
{\displaystyle Cr\lbrace A\in B\rbrace ={\dfrac {1}{2}}\left(\sup _{t\in B}u(t)+1-\sup _{t\in B^{c}}u(t)\right)}

## Valor esperado
Seja A uma variável difusa. Então o valor esperado é dado como
{\displaystyle E[A]=\int _{0}^{\infty }Cr\lbrace A\geq t\rbrace \,dt-\int _{-\infty }^{0}Cr\lbrace A\leq t\rbrace \,dt.}

## Entropia
Seja A uma variável difusa com uma função de pertinência contínua. Então sua entropia é
{\displaystyle H[A]=\int _{-\infty }^{\infty }S(Cr\lbrace A\geq t\rbrace )\,dt.}
onde
{\displaystyle S(y)=-y\,{\text{ln}}y-(1-y)\,{\text{ln}}(1-y)}

## Generalizações
Existem muitas construções matemáticas semelhantes ou mais gerais que os conjuntos difusos. Desde que os conjuntos difusos foram apresentados em 1965, uma grande quantidade de novas construções matemáticas e teorias de tratamento de imprecisão, inexatidão, ambiguidade e incerteza têm sido desenvolvidas. Algumas dessas construções e teorias são extensões da teoria dos conjuntos difusos, enquanto outras tentam modelar matematicamente a imprecisão e incerteza de diferentes maneiras (Burgin and Chunihin, 1997; Kerre, 2001; Deschrijver and Kerre, 2003).
A diversidade de tais construções e teorias correspondentes incluem:
- conjuntos de intervalo (Moore, 1966),
- conjuntos L-fuzzy (Goguen, 1967),
- conjuntos desfocados (Gentilhomme, 1968),
- conjuntos difusos boolean-valorados (Brown, 1971),
- conjuntos difusos tipo-2 e conjuntos difusos tipo-n (Zadeh, 1975),
- conjuntos com valor de conjunto (Chapin, 1974; 1975),
- conjuntos difusos com valor de intervalo (Grattan-Guinness, 1975; Jahn, 1975; Sambuc, 1975; Zadeh, 1975),
- funções como generalizações de conjuntos e multi-conjuntos difusos (Lake, 1976),
- conjuntos difusos de níveis (Radecki, 1977)
- conjuntos indeterminados (Narinyani, 1980),
- conjuntos aproximativos (Pawlak, 1982),
- conjuntos difusos intuitivos (Atanassov, 1983),
- multi-conjuntos difusos (Yager, 1986),
- conjuntos L-difusos intuitivos (Atanassov, 1986),
- multi-conjuntos aproximativos (Grzymala-Busse, 1987),
- conjuntos difusos aproximativos (Nakamura, 1988),
- conjuntos difusos real-valorados (Blizard, 1989),
- conjuntos vagos (Wen-Lung Gau and Buehrer, 1993),
- conjuntos-Q (Gylys, 1994)
- conjuntos sombreados (Pedrycz, 1998),
- conjuntos nível-'alfa' (Yao, 1997),
- conjuntos genuínos (Demirci, 1999),
- conjuntos suaves (Molodtsov, 1999),
- conjuntos difusos aproximativos e intuitivos (Cornelis, De Cock and Kerre, 2003)
- conjuntos embassados (Smith, 2004)
- conjuntos L-difusos aproximativos (Radzikowska and Kerre, 2004),
- conjuntos difusos aproximativos generalizados (Feng, 2010)
- conjuntos difusos aproximativos intuitivos (Thomas and Nair, 2011),
- conjuntos difusos suavemente aproximativos (Meng, Zhang and Qin, 2011)
- conjuntos aproximativos suavemente difusos (Meng, Zhang and Qin, 2011)
- multiconjuntos suaves (Alkhazaleh, Salleh and Hassan, 2011)
- multiconjuntos suaves fuzzy (Alkhazaleh and Salleh, 2012)

## Leituras futuras
- Alkhazaleh, S. and Salleh, A.R. Fuzzy Soft Multiset Theory, Abstract and Applied Analysis, 2012, article ID 350600, 20 p.
- Alkhazaleh, S., Salleh, A.R. and Hassan, N. Soft Multisets Theory, Applied Mathematical Sciences, v. 5, No. 72, 2011, pp. 3561–3573
- Atanassov, K. T. (1983) Intuitionistic fuzzy sets, VII ITKR's Session, Sofia (deposited in Central Sci.-Technical Library of Bulg. Acad. of Sci., 1697/84) (in Bulgarian)
- Atanasov, K. (1986) Intuitionistic Fuzzy Sets, Fuzzy Sets and Systems, v. 20, No. 1, pp. 87–96
- Bezdek, J.C. (1978) Fuzzy partitions and relations and axiomatic basis for clustering, Fuzzy Sets and Systems, v.1, pp. 111–127
- Blizard, W.D. (1989) Real-valued Multisets and Fuzzy Sets, Fuzzy Sets and Systems, v. 33, pp. 77–97
- Brown, J.G. (1971) A Note on Fuzzy Sets, Information and Control, v. 18, pp. 32–39
- Chapin, E.W. (1974) Set-valued Set Theory, I, Notre Dame J. Formal Logic, v. 15, pp. 619–634
- Chapin, E.W. (1975) Set-valued Set Theory, II, Notre Dame J. Formal Logic, v. 16, pp. 255–267
- Chris Cornelis, Martine De Cock and Etienne E. Kerre, Intuitionistic fuzzy rough sets: at the crossroads of imperfect knowledge, Expert Systems, v. 20, issue 5, pp. 260–270, 2003
- Cornelis, C., Deschrijver, C., and Kerre, E. E. (2004) Implication in intuitionistic and interval-valued fuzzy set theory: construction, classification, application, International Journal of Approximate Reasoning, v. 35, pp. 55–95
- Martine De Cock, Ulrich Bodenhofer, and Etienne E. Kerre, Modelling Linguistic Expressions Using Fuzzy Relations, (2000) Proceedings 6th  International Conference on Soft Computing. Iizuka 2000, Iizuka, Japan (1–4 October 2000) CDROM. p. 353-360
- Demirci, M. (1999) Genuine Sets, Fuzzy Sets and Systems, v. 105, pp. 377–384
- Deschrijver, G. and Kerre, E.E. On the relationship between some extensions of fuzzy set theory, Fuzzy Sets and Systems, v. 133, no. 2, pp. 227–235, 2003
- Didier Dubois, Henri M. Prade, ed. (2000). Fundamentals of fuzzy sets. Col: The Handbooks of Fuzzy Sets Series. 7. [S.l.]: Springer. ISBN 978-0-7923-7732-0
- Feng F. Generalized Rough Fuzzy Sets Based on Soft Sets, Soft Computing, July 2010, Volume 14, Issue 9, pp 899–911
- Gentilhomme, Y. (1968) Les ensembles flous en linguistique, Cahiers Linguistique Theoretique Appliqee, 5, pp. 47–63
- Gogen, J.A. (1967) L-fuzzy Sets, Journal Math. Analysis Appl., v. 18, pp. 145–174
- Gottwald, Siegfried (1 de março de 2006). «Universes of Fuzzy Sets and Axiomatizations of Fuzzy Set Theory. Part I: Model-Based and Axiomatic Approaches». Studia Logica (em inglês). 82 (2): 211-244. ISSN 0039-3215. doi:10.1007/s11225-006-7197-8
- Gottwald, Siegfried (20 de outubro de 2006). «Universes of Fuzzy Sets and Axiomatizations of Fuzzy Set Theory. Part II: Category Theoretic Approaches». Studia Logica (em inglês). 84 (1): 23-50. ISSN 0039-3215. doi:10.1007/s11225-006-9001-1
- Grattan-Guinness, I. (1975) Fuzzy membership mapped onto interval and many-valued quantities. Z. Math. Logik. Grundladen Math. 22, pp. 149–160.
- Grzymala-Busse, J. Learning from examples based on rough multisets, in Proceedings of the 2nd International Symposium on Methodologies for Intelligent Systems, Charlotte, NC, USA, 1987, pp. 325–332
- Gylys, R. P. (1994) Quantal sets and sheaves over quantales, Liet. Matem. Rink., v. 34, No. 1, pp. 9–31.
- Ulrich Höhle, Stephen Ernest Rodabaugh, ed. (1999). Mathematics of fuzzy sets: logic, topology, and measure theory. Col: The Handbooks of Fuzzy Sets Series. 3. [S.l.]: Springer. ISBN 978-0-7923-8388-8
- Jahn, K. U. (1975) Intervall-wertige Mengen, Math.Nach. 68, pp. 115–132
- Kerre, E.E. A first view on the alternatives of fuzzy set theory, Computational Intelligence in Theory and Practice (B. Reusch, K-H . Temme, eds) Physica-Verlag, Heidelberg (ISBN 3-7908-1357-5), 2001, pp. 55– 72
- George J. Klir; Bo Yuan (1995). Fuzzy sets and fuzzy logic: theory and applications. [S.l.]: Prentice Hall. ISBN 978-0-13-101171-7
- Kuzmin,V.B. Building Group Decisions in Spaces of Strict and Fuzzy Binary Relations, Nauka, Moscow, 1982    (in Russian)
- Lake, J. (1976) Sets, fuzzy sets, multisets and functions, J. London Math. Soc., II Ser., v. 12, pp. 323–326
- Meng, D., Zhang, X. and Qin, K. Soft rough fuzzy sets and soft fuzzy rough sets, 'Computers & Mathematics with Applications', v. 62, issue 12, 2011, pp. 4635–4645
- Miyamoto, S. Fuzzy Multisets and their Generalizations, in 'Multiset Processing', LNCS 2235, pp. 225–235, 2001
- Molodtsov, O. (1999) Soft set theory – first results, Computers & Mathematics with Applications, v. 37, No. 4/5, pp. 19–31
- Moore, R.E. Interval Analysis, New York, Prentice-Hall, 1966
- Nakamura, A. (1988) Fuzzy rough sets, 'Notes on Multiple-valued Logic in Japan', v. 9, pp. 1–8
- Narinyani, A.S. Underdetermined Sets – A new datatype for knowledge representation, Preprint 232, Project VOSTOK, issue 4, Novosibirsk, Computing Center, USSR Academy of Sciences, 1980
- Pedrycz, W. Shadowed sets: representing and processing fuzzy sets, IEEE Transactions on System, Man, and Cybernetics, Part B, 28, 103-109, 1998.
- Radecki, T. Level Fuzzy Sets, 'Journal of Cybernetics', Volume 7, Issue 3-4, 1977
- Radzikowska, A.M. and Etienne E. Kerre, E.E. On L-Fuzzy Rough Sets, Artificial Intelligence and Soft Computing - ICAISC 2004, 7th International Conference, Zakopane, Poland, June 7–11, 2004, Proceedings; 01/2004
- Salii, V.N. (1965) Binary L-relations, Izv. Vysh. Uchebn. Zaved., Matematika, v. 44, No.1, pp. 133–145       (in Russian)
- Sambuc, R. Fonctions φ-floues: Application a l'aide au diagnostic en pathologie thyroidienne, Ph. D. Thesis Univ. Marseille, France, 1975.
- Seising, Rudolf: The Fuzzification of Systems. The Genesis of Fuzzy Set Theory and Its Initial Applications—Developments up to the 1970s (Studies in Fuzziness and Soft Computing, Vol. 216) Berlin, New York, [et al.]: Springer 2007.
- Smith, N.J.J. (2004) Vagueness and blurry sets, 'J. of Phil. Logic', 33, pp. 165–235
- Thomas, K.V. and L. S. Nair, Rough intuitionistic fuzzy sets in a lattice, 'International Mathematical Forum', Vol. 6, 2011, no. 27, 1327 - 1335
- Yager, R. R. (1986) On the Theory of Bags, International Journal of General Systems, v. 13, pp. 23–37
- Yao, Y.Y., Combination of rough and fuzzy sets based on α-level sets, in: Rough Sets and Data Mining: Analysis for Imprecise Data, Lin, T.Y. and Cercone, N. (Eds.), Kluwer Academic Publishers, Boston, pp. 301–321, 1997.
- Y. Y. Yao, A comparative study of fuzzy sets and rough sets, Information Sciences, v. 109, Issue 1-4, 1998, pp. 227 – 242
- Zadeh, L. (1975) The concept of a linguistic variable and its application to approximate reasoning–I, Inform. Sci., v. 8, pp. 199–249
- Hans-Jürgen Zimmermann (2001). Fuzzy set theory—and its applications 4th ed. [S.l.]: Kluwer. ISBN 978-0-7923-7435-0
- Gianpiero Cattaneo and Davide Ciucci, "Heyting Wajsberg Algebras as an Abstract Environment Linking Fuzzy and Rough Sets" in J.J. Alpigini et al. (Eds.): RSCTC 2002, LNAI 2475, pp. 77–84, 2002. doi:10.1007/3-540-45813-1_10